# Haltepunkt Dortmund-Dorstfeld Süd
Der Haltepunkt Dortmund-Dorstfeld-Süd ist ein im Tunnel gelegener Haltepunkt der Deutschen Bahn im Stadtbezirk Innenstadt-West der Stadt Dortmund in Nordrhein-Westfalen.

## Geschichte
Der Haltepunkt wurde am 24. September 1983 zusammen mit der für die S-Bahn Rhein-Ruhr errichteten Bahnstrecke Bochum–Dortmund eröffnet.

## Verkehr
| Linie | Verlauf | Takt                                                                            |
| ----- | --- | ------------------------------------------------------------------------------- |
| S 1   | Solingen Hbf – SG-Vogelpark – Hilden Süd – Hilden – D-Eller – D-Eller Mitte – D-Oberbilk – D-Volksgarten – Düsseldorf Hbf – D-Wehrhahn – D-Zoo – D-Derendorf – D-Unterrath – D-Flughafen – Angermund – DU-Rahm – DU-Großenbaum – DU-Buchholz – DU-Schlenk – Duisburg Hbf – MH-Styrum – Mülheim (Ruhr) Hbf – E-Frohnhausen – Essen West – Essen Hbf – E-Steele – E-Steele Ost – E-Eiberg – Wattenscheid-Höntrop – BO-Ehrenfeld – Bochum Hbf – BO-Langendreer West – BO-Langendreer – DO-Kley – DO-Oespel – DO-Universität – DO-Dorstfeld Süd – DO-Dorstfeld – Dortmund Hbf Stand: Fahrplanwechsel Dezember 2023 | 30 min 20 min (Solingen–Duisburg wochentags) 15 min (Essen–Dortmund wochentags) |

Über die nahe gelegene Bushaltestelle „Oberbank“, die die DSW21 mit den Buslinien 447 (Huckarde – Hacheney) und 462 (Huckarde – Barop) bedient, ist der Haltepunkt außerdem an das Dortmunder Busnetz angeschlossen.
Der Haltepunkt dient auch als wichtiger Zubringer zu den Ausstellungen in der DASA – Arbeitswelt Ausstellung.